# ربات لئوناردو
ربات لئوناردو اشاره به ماشین انسان‌نمای خودکار لئوناردو دا وینچی دارد که وی تقریباً در ۱۴۹۵ طراحی کرده‌است.

## یادداشت
یادداشت‌های طرح این ربات در دفترچه‌ای که در دههٔ ۱۹۵۰ کشف گردیده، پیدا شد. لئوناردو "ربات" خود را در مهمانی که لوودوویکو اسفورتزا در میلان به راه انداخته بود، در سال ۱۴۹۵ به نمایش درآورد. این ربات شوالیه می‌توانست بایستد، بنشیند، لبهٔ کلاهخودش را بلند کرده و به تنهایی بازوی خود را تکان دهد. تمام فعل و انفعالات ربات به وسیلهٔ یک سری کابل و قرقره انجام می‌شود. از زمان کشف دفترچه تاکنون، ربات با وفاداری از روی طراحی‌های داوینچی ساخته شده و ثابت کرده‌است که طبق برنامه‌ریزی‌های وی، کاملاً کار می‌کند.

## مشخصات
این ربات به یک زرهی قرون وسطایی آلمانی-ایتالیایی ملبس بوده و می‌تواند یک سری از حرکت‌های انسان‌وار را انجام دهد. این حرکت‌ها شامل نشستن، تکان دادن بازوان، گردن و فک می‌شود. همچنین به نظر می‌رسد داوینچی قصد داشته‌است تا ربات را طوری طراحی کند تا بتواند یک سری حرکات رزمی را انجام دهد. ربات لئوناردو تا حدی نتیجهٔ تحقیقات کالبدشناسی او در قانون تناسب که در مرد ویتورین آمده است، می‌باشد.

## نگارخانه
- مدلی از ربات لئوناردو به همراه اجزای داخلی، برلین.
- ساخت ربات لئوناردو دا وینچی در آزمایشگاه لئوناردو۳ توسط ماریو تاده.